# Ugarteche (Mendoza)
Ugarteche es una localidad y distrito ubicado en el departamento Luján de Cuyo de la provincia de Mendoza,  Argentina. 
Se encuentra sobre la Ruta Nacional 40, la cual constituye su principal vía de comunicación vinculándola al norte con la Ciudad de Mendoza y al sur con Tunuyán. Es atravesada por el río Tunuyán.
La principal actividad económica es la vitivinicultura, contando la localidad con un instituto terceriario en Enología. La zona presenta chacras de grandes extensiones con preferencia por uvas comunes y variedades de tinto.
En el poblado hay una importante colectividad boliviana, que festeja sus carnavales todos los años.

## Toponimia
Su nombre es un homenaje a José Francisco Ugarteche, abogado y político paraguayo nacionalizado argentino.